# Planum Boreum
Planum Boreum (Latin: "đồng bằng phía bắc") là đồng bằng cực bắc trên Sao Hỏa. Nó mở rộng về phía bắc từ khoảng vĩ độ 80°B và tập trung ở 88°00′B 15°00′Đ / 88°B 15°Đ. Bao quanh đồng bằng vùng cực cao là một đồng bằng đất thấp bằng phẳng và không có gì đặc biệt chiếm ưu thế ở bán cầu bắc tên là Vastitas Borealis, kéo dài khoảng 1500 km về phía nam.

## Đặc điểm

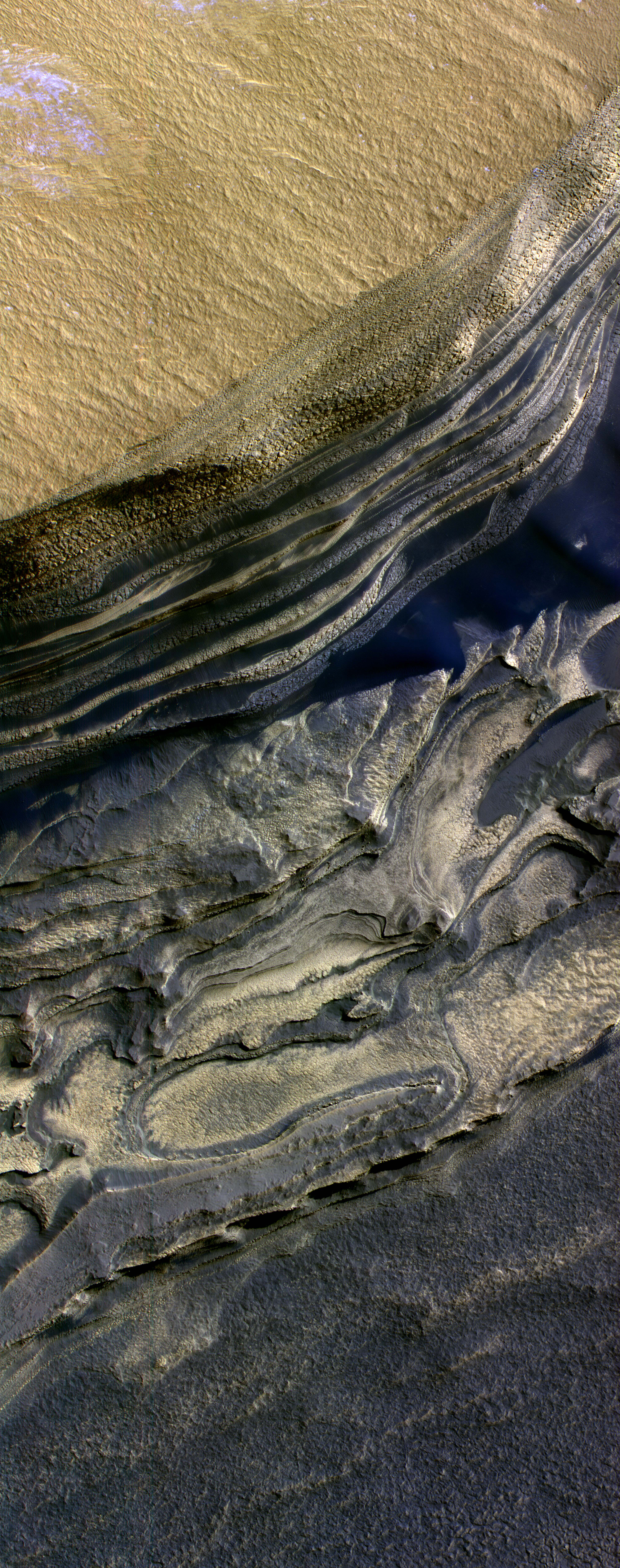
Hình ảnh màu giả của HiRISE chụp một bên của Chasma Boreale, một hẻm núi ở chỏm băng vùng cực. Màu nâu nhạt là các lớp màu xám bụi bề mặt và màu xanh lam là các lớp nước và băng khô. Các vết nứt hình học đều đặn là dấu hiệu cho thấy nồng độ băng nước cao hơn.

Đặc điểm chính của Planum Boreum là một khe nứt, hay hẻm núi kích thước lớn có tên là Chasma Boreale nằm ở ngay chỏm băng vùng cực. Nó rộng tới 100 kilômét (62 mi) và có các vách đá cao tới 2 kilômét (1,2 mi). Trong khi đó, hẻm núi Grand Canyon có độ sâu khoảng 1,6 kilômét (1 mi) ở một số vị trí và dài 446 kilômét (277 mi) nhưng chỉ rộng tối đa 24 kilômét (15 mi). Chasma Boreale cắt xuyên qua các trầm tích và băng ở vùng cực, tương tự lớp băng hiện diện ở Greenland.
Planum Boreum tiếp giáp với Vastitas Borealis ở phía tây Chasma Boreale, tại một vách đá không đồng đều có tên Rupes Tenuis. Vách đá này đạt độ cao lên tới 1 km. Ở những nơi khác, chỗ tiếp giáp là một tập hợp các mesas (núi biệt lập có đỉnh bằng phẳng) và máng.
Planum Boreum được bao quanh bởi những cánh đồng cồn cát rộng lớn trải dài từ 75°B đến 85°B. Những cánh đồng cồn cát này được đặt tên là Olympia Undae, Abalos Undae, Siton Undae và Hyperboreae Undae. Olympia Undae là lớn nhất, có vĩ độ từ 100°Đ đến 240°Đ. Abalos Undae bao phủ từ 261°Đ đến 280°Đ và Hyperboreale Undae trải dài từ 311°Đ đến 341°Đ.

### Chỏm băng

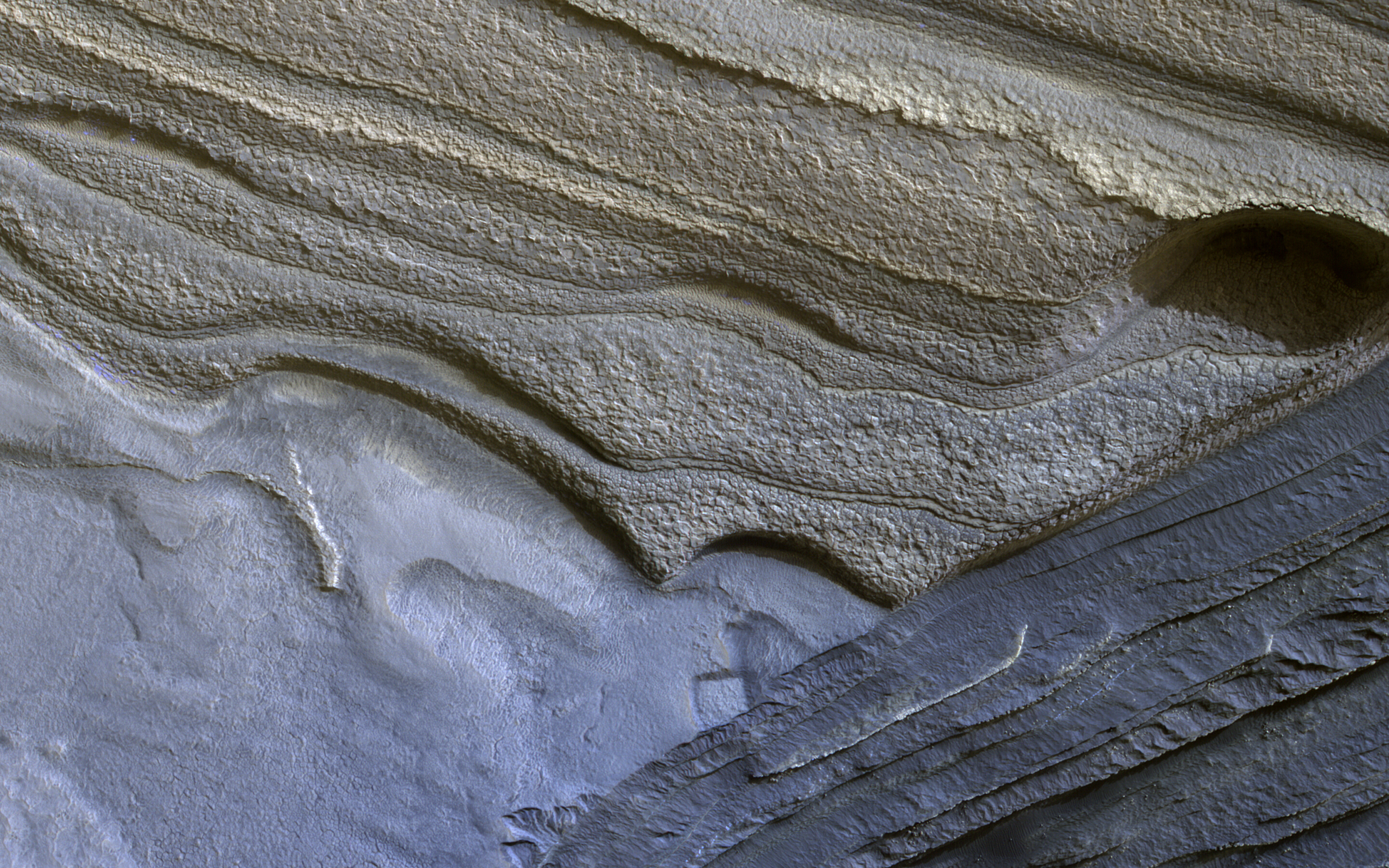
Hình ảnh màu giả của HiRISE về các lớp băng nước ở Olympia Rupes, chúng được các nhà khoa học tin rằng đang bảo tồn các điều kiện khí hậu của Sao Hỏa có niên đại hàng triệu năm. Chiều rộng mô tả: 1,3 km

Planum Boreum là nơi có chỏm băng vĩnh cửu bao gồm chủ yếu là băng nước (với lớp băng carbon dioxide dày 1 m trong mùa đông). Nó có thể tích 1,2 triệu km3 và có diện tích gấp 1,5 lần diện tích của Texas. Nó có bán kính 600 km. Độ sâu tối đa của chỏm địa hình là 3 km.
Các rãnh xoắn ốc ở chỏm băng được hình thành bởi gió katabatic cuốn bay lớp băng bề mặt bị xói mòn từ các phía đối diện với xích đạo của các rãnh băng, chúng có thể được hỗ trợ bởi quá trình thăng hoa, sau đó được tái lắng đọng trên các sườn dốc hướng về cực lạnh hơn. Các máng địa hình gần như vuông góc với hướng gió, và bị dịch chuyển bởi hiệu ứng Coriolis dẫn đến dạng xoắn ốc. Theo thời gian, các máng dần dần dịch chuyển về phía cực; các máng trung tâm đã dịch chuyển khoảng 65 km trong 2 triệu năm qua. Chasma Boreale với đặc điểm giống như hẻm núi có tuổi đời lâu hơn so với các máng và ngược lại được xếp song song với hướng gió.
Thành phần ở lớp bề mặt của chỏm băng phía bắc vào giữa mùa xuân (sau khi tích tụ băng khô theo mùa trong mùa đông) đã được nghiên cứu từ quỹ đạo. Các mép ngoài của chỏm băng bị nhiễm bụi (0,15% trọng lượng) và chúng chủ yếu là nước đá. Khi di chuyển về phía cực, hàm lượng băng trên bề mặt giảm đi và được thay thế bằng băng khô. Độ tinh khiết của băng cũng tăng lên. Ở địa điểm cực, băng theo mùa trên bề mặt chủ yếu bao gồm băng khô nguyên chất với hàm lượng bụi ít và 30 phần triệu nước đá.
Tàu đổ bộ Phoenix được phóng vào năm 2007 đã đến Sao Hỏa vào tháng 5 năm 2008 và hạ cánh thành công xuống vùng Vastitas Borealis của hành tinh này vào ngày 25 tháng 5 năm 2008. Chỏm cực bắc của Sao Hỏa đã được Geoffrey A. Landis đề xuất làm địa điểm hạ cánh cho chuyến thám hiểm Sao Hỏa của con người.

## Hiện tượng tái diễn

### Tuyết lở
Vào tháng 2 năm 2008, HiRISE đã ghi lại được bốn trận tuyết lở đang diễn ra ở một vách đá cao 700 mét (2.300 ft). Đám mây vật chất mịn có chiều ngang 180 mét (590 ft) và kéo dài 190 mét (620 ft) tính từ chân vách đá. Các lớp màu đỏ được biết đến là đá giàu nước đá trong khi các lớp màu trắng là sương giá carbon dioxide theo mùa. Vụ lở được cho là bắt nguồn từ lớp đỏ nằm trên cùng. Các quan sát tiếp theo được lên kế hoạch để mô tả bản chất của các mảnh vụn sạt lở.

### Đám mây hình khuyên lặp lại

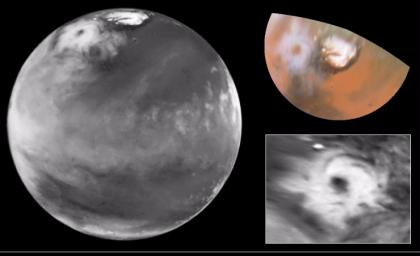
Góc nhìn đám mây khổng lồ ở vùng cực Sao Hỏa của Hubble

Một đám mây hình bánh rán cỡ lớn xuất hiện ở vùng cực Bắc của Sao Hỏa vào cùng thời điểm mỗi Năm Sao Hỏa và có cùng kích thước. Nó hình thành vào buổi sáng, tiêu tan vào buổi chiều. Đường kính ngoài của đám mây là khoảng 1.600 km (1.000 mi) và vùng mắt đám mây là 320 km (200 mi). Đám mây được cho là bao gồm nước-băng, nên nó có màu trắng, không giống như những cơn bão bụi thông thường hơn.
Đám mây trông giống như một cơn bão xoáy, tương tự như bão cuồng phong, nhưng nó không quay. Đám mây xuất hiện vào mùa hè phía bắc và ở vĩ độ cao. Điều này theo suy đoán là do điều kiện khí hậu độc đáo gần cực bắc. Những cơn bão giống lốc xoáy lần đầu tiên được phát hiện trong chương trình lập bản đồ quỹ đạo của tàu Viking, nhưng đám mây hình khuyên phía bắc lớn hơn gần ba lần. Đám mây cũng đã được phát hiện bởi nhiều tàu thăm dò và kính viễn vọng khác nhau, bao gồm cả Hubble và Mars Global Surveyor.
Khi Kính viễn vọng Không gian Hubble quan sát đám mây này vào năm 1999, người ta cho rằng nó là một cơn bão xoáy. Đường kính được đo là khoảng 1.100 dặm (1.800 km), và có một "mắt" với đường kính 200 dặm (320 km).